# Donnellsmithia cordata
Donnellsmithia cordata är en växtart i släktet Donnellsmithia och familjen flockblommiga växter. Den beskrevs av John Merle Coulter och Joseph Nelson Rose som Museniopsis cordata, och fick sitt nu gällande namn av Mildred Esther Mathias och Lincoln Constance 1941.
Arten är en perenn ört som förekommer i centrala och sydvästra Mexiko.